# MATE (デスクトップ環境)
MATE（マテ、スペイン語発音: [ˈmate]）はGNOME 2のコードからフォークされたデスクトップ環境である。MATEという名称は、マテ茶とその原料となることで知られる南米の亜熱帯地域原産の植物イェルバ・マテに由来する。リネームはGNOME 3のコンポーネントとの競合を防ぐために行われた。

## 歴史
従来のデスクトップメタファーをGNOME Shellによる新しいインターフェースで置き換えたGNOME 3はLinuxコミュニティの一部から批判を受けた。一部のユーザーは新しいGNOMEを受け入れることを拒否し、GNOME 2の開発を継続する者を求めた。MATEプロジェクトは、Arch LinuxユーザーであるPerberosによってこのタスクを行うために立ち上げられた。

## アプリケーション
いくつかのGNOMEアプリケーションはフォークされ、リネームされた:
- Caja - ファイルマネージャ（元Nautilus）
- Pluma - テキストエディタ（元Gedit）
- Eye of MATE - 画像ビューア（元Eye of GNOME）
- Atril - ドキュメントビューア（元Evince）
- Engrampa - ファイルアーカイバ（元アーカイブマネージャー）
- MATE Terminal - 端末エミュレータ（元GNOME 端末）
- Marco - ウィンドウマネージャ（元Metacity）
- MDM - ディスプレイマネージャ（元GDM）

## 開発
プロジェクト黎明期のMATEはGNOME 2.32関連パッケージのソースコードをスクリプトによって機械的にリネームし、それによって生じる動作の不具合を手作業で修正するという単純で強引なものだった。この手法はとにかく動作するGNOME 2.Xのフォークを提供するという点ではある意味現実的ではあったが、GNOME Foundationが廃止を宣言したlibgnome, libgnomeui等の旧式ライブラリに事実上依存するという問題もはらんでいた。
現在のリードデベロッパであるStefano Karapetsasはこれらのライブラリ類をメンテナンスする気が無いどころか「無駄なフォーク」とまで言い切っており、バージョンが進むごとに順次廃止し、GNOME 3.Xが利用するのと同等の最新ライブラリに移行、もしくは単純に廃止している（下表参照）。バージョン1.8完成段階で残るライブラリはlibmatekbd, libmateweather, mate-dialog程度となっており、UXの見た目はともかくコードベースの観点からは、MATEはすでにGNOME 2.XよりむしろGNOME 3.Xに近いとすら言えるようになっている。
GTK3への移行については、mucharmapからgucharmapへの移行によって（動作に必須ではない部分的なものではあるが）すでに完了している。将来的に予定されるzenityへの移行、libunique依存の排除、libgweatherへの移行などもGTK3依存が必須であり、特にlibunique依存の排除、libgweatherへの移行についてはそれぞれ主要コンポーネントであるCajaとmate-panelのGTK3への移行が必要となる。
保守的なUXとリソース消費の少なさについては将来的にも維持するとしている。
| バージョン | リリース日 | 主要変更点                                                            | 廃止パッケージ (カッコ内は移行先パッケージ)                                                                                                   |
| ---------- | ---------- | --------------------------------------------------------------------- | --- |
| 1.2        | 2012/4/16  | 動作の安定化                                                          | |
| 1.4        | 2012/7/30  | 不安定なアプリケーションの廃止 evolution依存を排除                    | mate-disk-utility mate-policy-kit mate-sound-recorder                                                                                         |
| 1.6        | 2013/4/2   | GNOME 2.32からフォークした旧式ライブラリの多くを廃止                  | MateConf(GSettings) MateCorba(DBus) MateVFS(GIO) libmatenotify(libnotify) libmateui libmatecanvas libmatecomponent libmatecomponentui libmate |
| 1.8        | 2014/3/4   | GTK+3に依存しない範囲での旧式ライブラリの廃止がほぼ完了               | mate-doc-utils(yelp) libmatekeyring(libsecret) mate-keyring(gnome-keyring) libmatewnck(libwnck) mucharmap(gucharmap) mate-bluetooth(blueman)  |
| 1.10       | 2015/6/11  | GTK+3の実験的サポート                                                 | mate-calc(galculator) mate-dialog(zenity) mate-system-tools                                                                                   |
| 1.12       | 2015/11/05 | GTK+3の正式サポート Wayland,systemd-logind,Accounts Supportのサポート | |
| 1.14       | 2016/04/08 |                                                                       | |
| 1.16       | 2016/09/21 |                                                                       | |
| 1.18       | 2017/03/13 |                                                                       | |
| 1.20       | 2018/02/07 | HiDPI のサポート、GTK+3.22 採用                                       | |
| 1.22       | 2019/03/18 |                                                                       | |
| 1.24       | 2020/02/10 |                                                                       | |
| 1.26       | 2021/08/03 | 一部アプリケーションへのWaylandサポートの追加 Plumaのアップデート     | |
| 1.28       | 2024/02/27 | Waylandサポートの強化 Meson (ソフトウェア)のサポート(一部)            | cpio(unar) |

### Linux Mintとの関係
Linux MintプロジェクトリーダーのClement LefebvreがMATEプロジェクト創設者四人のうちの一人であるため、Linux MintとMATEの関係はきわめて密接である。Clement Lefebvre自身がプロジェクトマネージャー兼主要開発者として参加するほか、Mintコミュニティにも協力を呼びかけており、バグフィックスの上流への還元などが積極的に行われている。ただし、両者はあくまでも個々に独立したプロジェクトである。

## 採用
MATE V1.2は2012年4月16日にリリースされた。 Linux Mintのバージョン12 "Lisa"に搭載されている標準のデスクトップ環境の一つとなっている。また、Ubuntuでも2015年4月23日に公開された15.04世代より、MATEを採用したUbuntu MATEが公式なフレーバー（派生ディストリビューション）となった。MATEのパッケージはArch Linux、Debian、FedoraやSabayon Linuxでも入手可能である。 MATEはLinux Mint Debian Editionにおいても第一のデスクトップ環境として採用されており、Cinnamonが代替のデスクトップとして使用可能である。